# Miracle Laurie

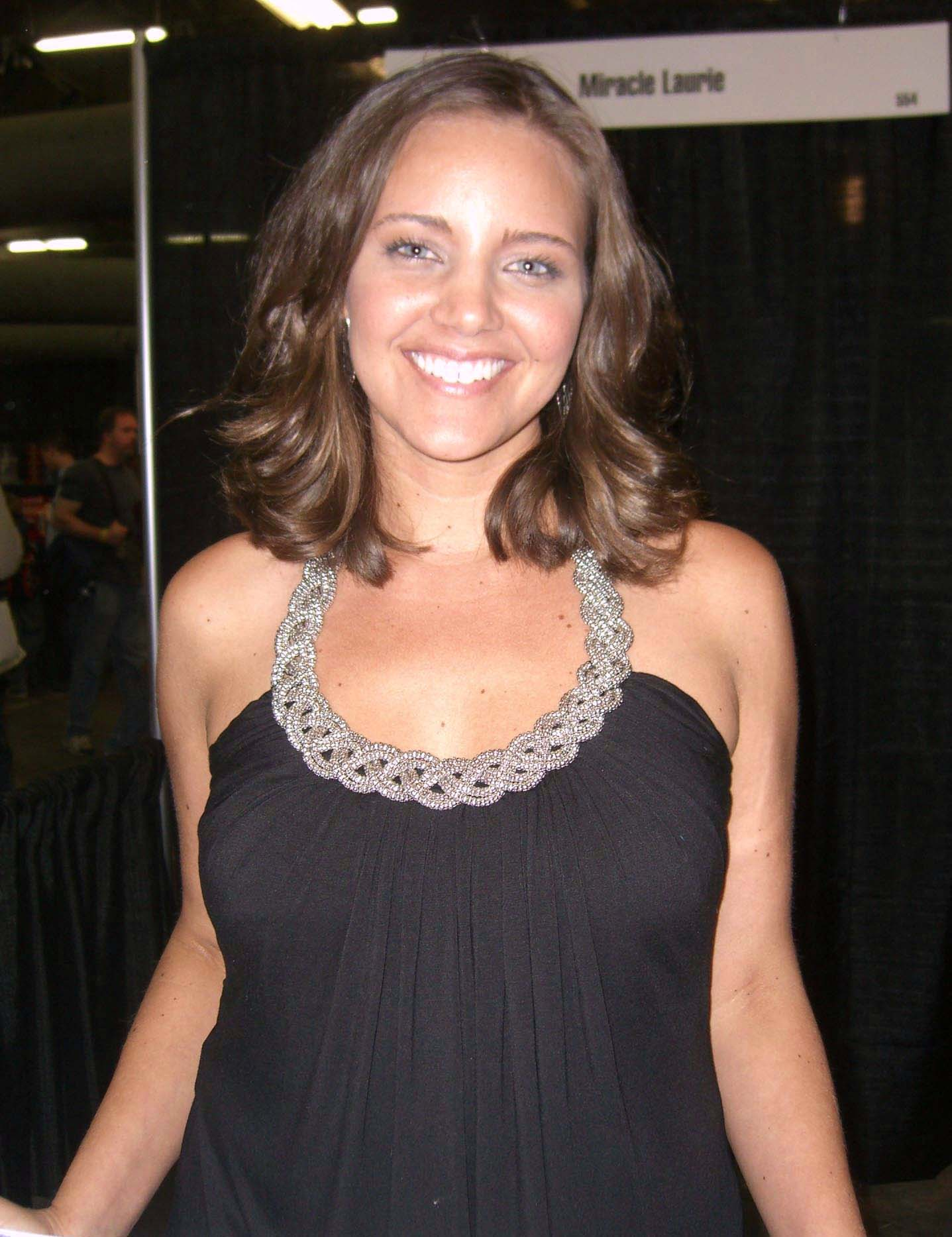
Miracle Laurie auf der Big Apple Convention im Oktober 2009

Miracle Laurie (* 1. August 1981 in Huntington Beach, Kalifornien) ist eine US-amerikanische Schauspielerin.

## Leben und Karriere
Laurie wurde im Orange County im US-Bundesstaat Kalifornien als Tochter einer philippinisch-schottisch-stämmigen Mutter und eines kanadischen Vaters geboren. Ihre Mutter war in den 1970er und 1980er Jahren eine der Leadtänzerinnen in der Fernsehserie Fantasy Island gewesen und auch nach dem Ende der Serie noch als Sängerin tätig. Miracle bekam mit fünf Jahren ihre ersten Klavierstunden und wenig später auch Schauspielunterricht und stand ab dem Alter von sieben Jahren regelmäßig auf der Bühne. Bereits mit drei Jahren bekam sie erste Unterrichtsstunden in Hula und trat seitdem an der Seite von hawaiianischen Größen wie dem Ukulele-Spieler Bill Tapia (1908–2011) oder dem mehrfachen Grammy-Gewinner Dennis David Kahekilimamaoikalanikeha Kamakahi auf. Beinahe ihre gesamte Familie war künstlerisch tätig, und auch ihre beiden Schwestern lernten polynesische Tänze. In jungen Jahren sammelte Laurie erste Erfahrungen im Modelgeschäft. Sie war unter anderem in Magazinen wie Harper’s Bazaar, Seventeen und auf dem Cover von Teen zu sehen. Bereits mit elf bis vierzehn Jahren wurde sie aufgrund ihrer Größe und ihres erwachsenen Aussehens als erwachsenes Model gewertet und auch als solches gebucht. Nach einigen Jahren als Model wandte sie sich vermehrt der Schauspielerei zu. An der UC Irvine machte sie ihren Bachelor im Bereich Drama. Neben zahlreichen Auftritten während ihrer Collegezeit trat Laurie auch in zahlreichen schulexternen Theaterproduktionen auf.
Insgesamt fünf Mal sprach Laurie für Joss Whedons Buffy – Im Bann der Dämonen vor, wurde jedoch nie in den Cast aufgenommen. Auch in den offiziellen Cast von Firefly – Der Aufbruch der Serenity, wo sie neben Jewel Staite als eine der Finalistinnen für die Rolle der Kaywinnit Lee „Kaylee“ Frye vorgesprochen hatte, schaffte sie es nicht. Trotz ihrer guten Kontakte – sie arbeitete unter anderem auch mit dem oscarnominierten Bruce Weber zusammen – fand sie lange Zeit nicht den Durchbruch im Film- und Fernsehgeschäft. Nach einigen eher bedeutungslosen Filmproduktionen wie Opius und Roses kam sie im Jahre 2004 zu ihrem ersten nennenswerten Fernsehauftritt, als sie in einer Folge von Medical Investigation zu sehen war. In den Jahren darauf fand sie unter anderem im Vodcast Good Night Burbank eine regelmäßige Tätigkeit. Ihren eigentlichen Durchbruch feierte Laurie 2009. Sie wurde in der Pilotfolge von The Carbonauts eingesetzt, die allerdings gleich nach dem Ausstrahlen des Pilots wieder eingestellt wurde. Im gleichen Jahr folgte schließlich die Aufnahme in eine von Joss Whedons Serien: In der Produktion Dollhouse war sie von 2009 bis 2010 in insgesamt 15 Folgen zu sehen. Daneben hat Laurie, die unter anderem auch eine wesentliche Rolle in San Francisco 2177 innehatte, auch einige Werbeerfahrung. 
Laurie ist eine begeisterte Ukulele-Spielerin. Mit ihrem Ehemann, dem Schauspieler Christopher May, gründete sie die Cover-Band Uke Box Heroes. Sie spricht fließend Französisch und kann sowohl britische (BBC-Englisch), kanadische und französische als auch New-Yorker- und Südstaatenakzente und -dialekte imitieren.

## Filmografie (Auswahl)
Filmauftritte (auch Kurzauftritte)
- Opius
- Roses

Serienauftritte (auch Gast- und Kurzauftritte)
- 2011: Good Night Burbank
- 2004: Medical Investigation (1 Folge)
- 2009: The Carbonauts (Pilot-Episode)
- 2009–2010: Dollhouse (15 Folgen)
- 2021: Seal Team (Season 4, 1 Folge)

## Theaterauftritte
- Organ Power VII-Featuring Davis Gaines im Carpenter’s Center
- The Most Massive Woman Wins im The Studio Theatre UCI auf der UC Irvine
- V-Day (Vagina Monologues) im Crystal Cove Auditorium auf der UC Irvine
- Big Love in der Winnifred Smith Hall auf der Claire Trevor School of the Arts
- The Tempest im Robert B. Moore Theatre am Orange Coast College
- Jesse and the Bandit Queen im Repertory Black Box Theatre
- Eastern Standard im Repertory Black Box Theatre
- Talking With auf der OCC Main Stage am Orange Coast College
- Shakespeare’s Greatest Hits auf der OCC Main Stage am Orange Coast College
- The Little Prince im Robert B. Moore Theatre am Orange Coast College
- The Memory of Water im Studio Theatre OCC am Orange Coast College
- Joseph…Dreamcoat im Mission Viejo Theatre an der Mission Viejo High School